# Quemando suerte
Quemando suerte es una película independiente española escrita y dirigida por Luis F. Lodos. Cuenta con la producción de Factoría Integral del Audiovisual y del Cabildo de Gran Canaria, además de la colaboración de Laboratorio de Artes Audiovisuales de Ingenio, Tembleque producciones, La Máquina de Coser y Gustavo Rubio. El director afirma que no se trata de una trama normal, ya que «no se trata si ganan los buenos o los malos, es más complicado que eso. Es una película agridulce que intenta captar la ironía de la vida».
Finalizada la película en 2009, tuvo numerosos problemas de distribución por su formato digital. Finalmente consiguió estrenarse en 2011 siendo recibida de manera favorable por parte de los críticos, lo que permitió que algunas distribuidoras hablaran con la productora para poder distribuir la película en otros países.

## Temática
Con esta película su director nos muestra hasta donde puede llegar una persona para conseguir su objetivo. El propio director explicó que su título simboliza que «la suerte de una persona es limitada y más vale utilizarla (quemarla) toda en un momento, que distribuirla durante toda una vida». También muestra cómo la vida se mueve en un juego de azar con una cruz y una cara en donde puede darte una nueva oportunidad, pero que también hace que te puede llevar al peor de los finales. Además de este tema central, muestra una Gran Canaria alejada de lo conocido como es la playa y el turismo, mostrando unos ambientes marginales caracterizados por la delincuencia y el narcotráfico.

## Reparto
- José Luis Martel  interpreta a Marc, un hombre normal que tiene una enfermedad congénita de corazón y quiere suicidarse, pero su vida cambia cuando quita el alijo a unos narcotraficantes que le hará olvidarse de su suicidio y recupera su instinto de supervivencia.[4]
- Yazmina Ramírez interpreta a Ilena. La actriz preparó al personaje sintiéndose presa de una pesadilla, ya que la valoraba como alguien que se agarra a un clavo ardiendo para poder escapar e ir en busca de su libertad.[8]
- Carlos de León interpreta a Tak, narcotraficante dueño del alijo de droga que roba Marc.[7]
- David Pantaleón interpreta a Kevlar, socio de Tak.[7]
- Jonás Domínguez interpreta a García.
- Gorka San Juan Puentes interpreta a Moribundo.
- El Club Deportivo AATB de Airsoft interpreta al grupo de GEOS.
- Gregorio Figueras interpreta a Chicho.

## Producción
El proyecto de la película comenzó en el año 2007, Luis Lodos llevaba dos años trabajando en un proyecto que nunca llegó a estrenarse, siendo el tercero en diez años. Comenzó a desarrollar la historia sobre la base de alguna situación que a cualquiera le pudiera pasar, pero que fuese desconocida para el resto. La primera versión del guion iba a tener más humor y personajes, pero el guionista fue oscureciendo más el argumento. Los personajes fueron creados sobre la base de un nombre peculiar, a excepción de Ilena que se hizo pensando en la actriz Yazmina Ramírez. Luis Lodos envía el guion a Encarna Mateos, directora general del Factoría Integral del Audiovisual, con la idea de rodar un cortometraje, sin embargo le dice que ella quiere rodar un largometraje porque quiere llevar a cabo uno de producción propia, algo que Lodos aceptó. Una vez que supo los medios con los que contaba y la duración que debía tener el largometraje, realizó la última y definitiva versión del guion. Encarna Mateos se encargó de buscar la financiación para poder realizar la película buscando ayuda en el Cabildo de Gran Canaria (quien ejerció como coproductora) y consiguiendo mediante financiación privada con el colectivo audiovisual de Ingenio y de Tembleque producciones.
A la hora de realizar el casting, el director y la productora ejercieron de directores del mismo. A pesar de que había creado el personaje que interpreta pensado en ella, Yazmina Ramírez tuvo que realizarlo para conseguir el papel. A todo el reparto, a excepción de José Luis Martel, los había dirigido en alguno de sus cortometrajes. A Martel solo lo conocía de un rodaje en el que estuvo y decidió elegirlo. Un cambio de última hora se produjo cuando decidió invertir los papeles de David Pantaleón y Carlos de León. Para interpretar a los GEOS contrataron a Club Deportivo AATB del equipo de Airsoft.
Las localizaciones del rodaje fueron escogidas por la productora, éste duró 13 repartidos en 20 días en donde intentaron concentrar las escenas de los actores en un mismo sitio para no desgastar al personal. Esta flexibilidad de tiempo permitía que se pudiera permitir que ocurriesen algunos imprevistos, como que Martel tuviese un esguince durante el mismo, que a Yazmina Ramírez le sangrase la cabeza tras haber simulado una escena de una caída, o que Martel fallase al tirar una botella llena de gasolina dentro de un cubo, y saliera volando para acabar dando en la cabeza de un operador. La mayor parte del rodaje se llevó a cabo en la Máquina de Azúcar de Telde y en una apartamento de Ingenio que representan el almacén y el apartamento del protagonista. Además de las mencionadas se rodó en El Guincho, el Hotel Parque de Las Palmas de Gran Canaria, la playa de Las Alcaravaneras y algunas calles de Gran Canaria. Para la escena de los GEOS en el hotel dijeron al grupo de Airsoft que subiesen y bajasen las escaleras del hotel ante la antenta mirada de los inquilinos del hotel, posteriormente descubrieron que no habían comido nada aquel día. La película fue rodada en formato digital para abaratar los costes de producción y poder ser más directa y similar a la realidad.
Una vez finalizado el rodaje, se llevó a cabo la postproducción. Para realizar la banda sonora decidieron que iban a usar librerías digitales, sin embargo Lodos conoció a Lisandro Rodríguez gracias a un amigo suyo llamado Javier que había sido productora musical. El director hizo un montaje previo con algunas canciones para que ayudasen a Lisandro, sin embargo este le dijo que no hacía falta y que él lo haría sin ninguna referencia. Al final acabó gustando tanto al director como a la productora, además les permitió alargar la duración de metraje de 70 minutos a los 82 finales. Este trabajo, con una duración de más de una hora, se convirtió en el primero que realizaba para un largometraje. El montaje y los efectos digitales los hizo el propio director durante tres meses, para lo segundo incorporó disparos explosiones, humo e integración 3D. La película cuenta con subtítulos en inglés que fueron realizados por Isaac Gómez Martel. La película estuvo terminada en el año 2009.

## Distribución
Con el material que no se iba a utilizar en la postproducción, Encarna Mateos se encargó de llevar a cabo la distribución, mientras que el montaje y edición a Ángel Valiente, encargándose también de realizar el tráiler y los subtítulos en inglés de la mismo. Para ella fue la parte más difícil del proyecto, ya que nadie quería tener la película. La película fue escogida para participar en la sección oficial de la IX edición del festival de Cine Negro de Manresa, sin embargo, exigían que estuviera en formato de 35mm en vez de en digital, así que tuvieron que pasarlo, pero requería que se pagasen 30.000 euros para conseguirlo, por ello pidieron al Cabildo de Gran Canaria que le diese una subvención, la cual no cubrió todo el gasto necesario. Finalmente, tras conseguir el dinero, no pudieron participar en la sección ya que habían escogido a otra película mientras conseguían el dinero, aunque sí sería exhibida en el festival. Además de en el de Manresa participaron en el FENAVID Internacional de Bolivia, el Atlanrikligtn de Berlín y en el MUCES (Muestra de Cine Europeo Ciudad de Segovia).
Como presentación de la película, el grupo de Airsoft realizó un asalto al bulevar Monopol durante la realización de la muestra de sobresaltos con motivo del estreno de la película. La película se estrenó, en formato vídeo digital a través del formato Blu-Ray original de la película, en los cines Monopol a las 20.30 horas del 7 de noviembre de 2010, se mantuvo en una sala durante una sola semana en las sesiones de 16.30, 18.30, 20.30 y 22.30. El estreno se produjo dentro del apartado Monopol Digital en donde fueron exhibidas numerosas películas independientes en formato digital que estaban al amparo de los cortometrajes. El 19 de agosto de 2011 se produjo su verdadero estreno comercial en los Cines Alexandra de Barcelona, gracias a un acuerdo entre la productora de esta película y la de Jacques Leonard, el payo Chac La productora esperó que con el estreno en estos cines pudiera conseguir que la película pudiese ser visualizada en televisión, ya sea a través de RTVE o RTVC, o en internet, sin embargo solo existen noticias de que haya sido emitida por Filmin. A pesar de que no consiguieron que se produjera en los medios deseados, las buenas críticas en la ciudad catalana permitieron que les hiciese una oferta la distribuidora Punto Rojo para distribuirla en otros países de habla hispana. El 16 de septiembre de 2011 se estrenó en Teatro Víctor Jara en Vecindario durante una semana gracias a una iniciativa del Ayuntamiento de Santa Lucía de Tirajana y de los propios gestores del cine.

## Recepción
Según la página web Hoycinema afirma que «la interpretación de los actores es magistral y la trama es novedosa y complicada». Por su parte el crítico Ruiz de Villalobos le dio tres estrellas sobre 5 en Imágenes de Actualidad llegando a la conclusión que «es un buen ejemplo del cine independiente español, que ofrece un sólido trabajo interpretativo de sus dos protagonistas como son José Luis Martel y una muy prometedora Yazmina Ramírez, así como una elegante y trabajada banda sonora de Lisandro Rodríguez». Por su parte Lluís Bonet Mojica escribe en La Vanguardia que «con diversos flashbacks que desvelan el pasado, presente e improbable futuro de este individuo al margen de todo y de todos, Luis F. Lodos estructura una sólida narración. Los encuadres de la cámara suelen ser espléndidos, el tono visual no se pierde en devaneos experimentales y el reducido grupo de actores realiza en todo momento un soberbio trabajo interpretativo».  El director de la película afirmó que si hubiera tenido más presupuesto del que tuvo para realizar la película hubiera mejorado algunos matices, ya que en ocasiones se nota en exceso su falta de presupuesto.
La película recaudó 186 euros y fue vista 46 espectadores durante su distribución en Canarias, mientras que en su primer fin de semana en Barcelona consiguió 855 euros con 140 espectadores, sin embargo disminuyó un 97% su recaudación al siguiente fin de semana con sólo 30 euros, finalizando su periplo en Barcelona con 1.100 euros recaudados. La película obtuvo los premios de las secciones oficiales del Festival del cine de negro de Manresa y de la Muestra de cine europeo ciudad de Segovia.